# Casimir Skarżyński (général)
 (août 2018).
Si vous disposez d'ouvrages ou d'articles de référence ou si vous connaissez des sites web de qualité traitant du thème abordé ici, merci de compléter l'article en donnant les références utiles à sa vérifiabilité et en les liant à la section « Notes et références ».
Casimir Skarżyński, né le 4 mars 1792 et mort le 21 août 1856 à Boulogne-sur-Mer, est un général et militant indépendantiste polonais.

## Biographie
Fils de Georges Skarżyński de Bibianna Lanckorońska, il est le frère de Ambroise Skarzynski.
Il commence son service militaire en 1806, avec le grade de sous-lieutenant de l'armée française. En tant qu'officier d'état-major du maréchal Jean Lannes, il participe à la campagne prussienne en Poméranie. En 1807, il rejoint l'armée du Duché de Varsovie. Il est lieutenant dans les rangs de Jean-Henri Dombrowski. Il s'aligne dans les campagnes d'Autriche de 1809 et de Moscou en 1812, adjudant sous le commandement du général Aleksander Rożniecki. Il est à la tête d'un escadron de 6 Lancers a combattu à Leipzig, Lobau et la Campagne de France (1814). Depuis 1815, il sert dans l'armée Royaume du Congrès; un lieutenant-colonel de fusiliers à cheval exemplaire. À partir de 1818, commandant du 2e régiment de tirailleurs. Colonel en 1820.
Pendant l'Insurrection de novembre 1830, il est commandant de la 6e régiment de cavalerie de Uhlans. Il combat à Grochow. À partir de mars 1831, il obtient le grade de brigadier général et prend le commandement de la division de cavalerie de réserve. Il combat à Ostrołęka, puis couvre les lignes Narew et Bzura. Avant l'effondrement final du soulèvement, il démissionne et émigre en France, 
Il reçoit plusieurs décorations: dans l'Ordre militaire de Virtuti Militari, l'Ordre national de la Légion d'honneur, et l'Ordre de Saint-Vladimir, 4e grade.
Son domicile est situé Rue Tronchet.  
Lors d'un déplacement sur la plage de Boulogne-sur-Mer, accompagné de Charles Alexandre Hoffmann, ancien directeur de la Banque de Pologne et Stanislas Gawroński, il meurt subitement, à l'âge de 66 ans. Il repose au Cimetière du Père-Lachaise. Son ami Stanislas Gawroński sera inhumé quatre ans plus tard dans le même caveau.